# Bryum angustifolium
Bryum angustifolium är en bladmossart som beskrevs av Kaurin 1887. Bryum angustifolium ingår i släktet bryummossor, och familjen Bryaceae. Inga underarter finns listade i Catalogue of Life.